# Museum August Kestner
Il Museum August Kestner di Hannover è stato fondato nel 1889. Il suo nome viene da August Kestner (1777-1853) e da suo nipote Herrmann Kestner (1810-1890).

## Storia
Il museo è stato rinominato nel dicembre 2007 per evitare confusione con la Kestnergesellschaft, una galleria d'arte locale.
Il museo è incentrato sulle collezioni di August Kestner e di suo nipote Hermann Kestner, seguite poi da quelle di Friedrich Culemann e Friedrich Wilhelm von Bissing. 
Il museo dispone di un'ampia collezione di arti applicate provenienti dalla collezione privata di August Kestner. In particolare antichità egizie, greche e romane. Successivamente il museo si è arricchito con reperti di manufatti medievali e di numismatica.